# سورفيف.آي أو
سورفيف.آي أو (بالإنجليزية: surviv.io)‏ هي لعبة فيديو باتل رويال طورتها جاستن كيم ونشرتها نيك كلارك، صدرت في 11 أكتوبر 2017 وتعمل على أجهزة متصفح ويب، أندرويد، آي أو إس، ماك أو إس وويندوز.
فكرة اللعبة هو البحث عن الإمدادات والأسلحة، وبعدها يقاتل اللاعبون ضد لاعبين آخرين على خريطة كبيرة.
وقد حصلت اللعبة على أزيد من مليون عملية تنزيل على جوجل بلاي.